# Sjabbat (Talmoed)
Sjabbat (Hebreeuws: שבת, letterlijk Rust) is het eerste traktaat (masechet) van de Orde Moëed (Seder Moëed) van de Misjna en de Talmoed. Het traktaat telt 24 hoofdstukken. Zowel in de Jeruzalemse als de Babylonische Talmoed kent het traktaat Gemara.
Het traktaat handelt over de sjabbatwetten (de wekelijkse rustdag). In de Thora staat immers geschreven dat men op de Sjabbat dient te rusten en te heiligen en dat men op deze dag niet mag werken omdat God de wereld in zes dagen schiep en op de zevende dag rustte. Wat nu precies onder de verboden werkzaamheden valt meldt de Tenach niet, maar wordt in de mondelinge leer (Talmoed) behandeld.
Het traktaat Sjabbat behandelt in 24 hoofdstukken de 39 verboden activiteiten op de Sjabbat (Melacha). Naast de 39 Melacha bevat het traktaat ook voorschriften over het verbod om bepaalde voorwerpen te verplaatsen op de Sjabbat (Muktzah).
In de Jeruzalemse Talmoed beslaat het traktaat 92 folia en in de Babylonische Talmoed telt het traktaat 157 folia.